# مات لويس
مات لويس (بالإنجليزية: Matt Lewis)‏ (1 أغسطس 1996 بكانساس سيتي في الولايات المتحدة - ) هو لاعب كرة قدم أمريكي في مركز الدفاع. لعب مع سبورتينغ كانساس سيتي.

## وصلات خارجية
- مات لويس على موقع الدوري الأمريكي (الإنجليزية)
- مات لويس على موقع قاعدة بيانات كرة القدم.إي يو (الإنجليزية)
- مات لويس على موقع Soccerway.com (الإنجليزية)